# Черёмушки (Меленки)
Черёмушки (микрорайон)  жилой микрорайон в городе Меленки Владимирской области. Расположен в северо-восточной части города.
География и застройка:
Микрорайон преимущественно состоит из 2-5 этажей построенных в 1970-1990 годах.
Основные улицы:
Конышева.Муромская,Академика Королёва,Академика Курчатова,Лермонтова,Дачная и т.д
Инфраструктура:
Детский сад №8
Транспорт:
Есть автобусные маршруты
( Связь с центром города)
Торговля и услуги:
Магазин Магнит, пункт-выдачи Озон,Кулинария,Спортзал Черёмушки,Отделение Почты России.
История микрорайона Черёмушки:
Микрорайон Черёмушки в городе Меленки начал формироваться в 1970-х-1980-х годах как новый жилой район в рамках программы массовой жилищной застройки в СССР его появление было связано с развитием города в послевоенные годы Меленки активно развивались как центр льняной промышленности.Рост населения требовал нового жилья. Традиционный деревянный  частный сектор не мог удовлетворить потребности. Первые пятиэтажные панельные дома появились в 1978-1980 годах. Микрорайон проектировался по типовым советским проектам. Название получил из-за сохранившихся посадок Черёмухи при застройке. В 1980-х открылся детский сад №8 на улице Академика Королёва.В 1990-х планировалось построить школу в микрорайоне Черёмушки но из за кризиса и убыли населения строительство было заморожено. В 2000-х был проведён капитальный ремонт дорог,появились новые игровые площадки а в 2010-х в микрорайон Черёмушки открылся первый магазин сети Магнит в городе. Сейчас микрорайон не так сильно развивается но в нём продолжает работать: Консервный завод и Литмаш-м (ЛМЗ)- Литейный механический завод.